# Lothar Straßner
Lothar Straßner (* 21. April 1853 in Hannesreuth; † 5. Juni 1921 in München) war ein bayerischer Generalmajor.

## Leben
Straßner war ein Sohn eines Forstmeisters. Er absolvierte das Gymnasium und studierte vier Semester an einer Universität. Sein älterer Bruder war der spätere bayerische Generalleutnant Arthur Straßner (1851–1936). 
Am 1. September 1873 trat Straßner als Freiwilliger in das 1. Feldartillerie-Regiment der Bayerischen Armee ein und avancierte bis Mitte November 1875 zum Sekondeleutnant. Von November 1878 bis April 1886 diente er als Regimentsadjutant. Straßner stieg bis Anfang Oktober 1890 zum Hauptmann auf und wurde am 12. Mai 1896 unter Stellung à la suite seines Regiments zur Inspektion der Fußartillerie versetzt sowie zur Artillerieprüfungskommission nach Berlin kommandiert. Nach seiner Beförderung zum überzähligen Major trat er mit der Ernennung zum Kommandeur der reitenden Abteilung im 2. Feldartillerie-Regiment „Horn“ Ende September 1899 in den Truppendienst zurück. Ab dem 1. Oktober 1900 war Straßner für ein Jahr Kommandeur der III. Abteilung, wurde anschließend in das neugebildete 11. Artillerie-Regiment nach Würzburg versetzt und Mitte November 1901 zum Oberstleutnant befördert. Am 8. Dezember 1902 folgte seine Ernennung zum Kommandeur des in Landau in der Pfalz stationierten 12. Feldartillerie-Regiments. In dieser Stellung avancierte Straßner Ende Mai 1904 zum Oberst, wurde am 28. April 1906 Kommandeur der übergeordneten 3. Feldartillerie-Brigade und Ende Oktober 1906 zum Generalmajor befördert. Als solcher erhielt er Mitte September 1908 die Erlaubnis zur Annahme des Roten Adlerordens II. Klasse und Anfang September des Folgejahres zur Annahme des Kronen-Ordens II. Klasse mit Stern.
In Genehmigung seines Abschiedsgesuches wurde Straßner am 22. April 1910 unter Verleihung des Sterns zum Militärverdienstorden II. Klasse mit der gesetzlichen Pension zur Disposition gestellt. Am 25. Juni 1910 erhielt er seinen Abschied bewilligt. Er starb am 5. Juni 1921 in München.